# 동경 이야기
《동경 이야기》(東京物語 도쿄모노가타리[*])는 오즈 야스지로 감독의 1953년 일본 영화이다.
영국의 영화 전문 잡지 〈Sight & Sound〉 2002년 판에서는 나이든 부부가 다 큰 아이들을 만나기 위해 상경하는 여정을 통해, 오즈의 신비하고 섬세한 서술로 그려진 가족의 끈과 그 상실이라는 주제를 보는 사람의 마음에 호소하는 작품이라고 평했다.

## 줄거리
은퇴한 슈키치와 히라야마 토미 부부는 초등학교 교사인 딸 쿄코와 함께 일본 서부 오노미치에 살고 있다. 이들에게는 다섯 명의 성인 자녀가 있으며 그 중 4명이 살아 있다. 부부는 아들, 딸, 과부 며느리를 만나러 도쿄로 여행을 떠난다.
큰아들 코이치는 도쿄 교외에서 작은 클리닉을 운영하는 의사이고, 큰딸 시게는 미용실을 운영하고 있다. 코이치와 시게는 둘 다 바쁘고 부모님을 위한 시간이 많지 않는다. 태평양 전쟁 중에 실종되어 죽은 것으로 추정되는 중남 쇼지의 아내 인 미망인 며느리 노리코만이 그들을 즐겁게하기 위해 나선다. 그녀는 바쁜 사무실에서 시간을 내어 슈키치와 토미를 대도시 도쿄 관광 여행에 데려간다.
이들을 즐겁게 할 시간이 없다는 갈등을 느낀 코이치와 시게는 부모님이 아타미의 온천 스파에 머물도록 비용을 지불하지만 그곳의 밤문화가 잠을 방해하기 때문에 일찍 돌아온다. 토미는 또한 설명할 수 없는 현기증이 있다. 돌아온 후 좌절 한 시게는 회의를 위해 침실을 사용하고 싶었기 때문에 아타미로 보냈다고 설명한다. 노인 부부는 저녁에 떠나야한다. 토미는 감정적 유대를 깊게하는 노리코와 함께 머물며 재혼을 조언한다. 한편 슈키치는 오노미치의 오랜 친구들과 술에 취한다. 세 남자는 술에 취해 자녀와 삶에 대해 떠돌아 다닌다. 경찰관이 슈키치와 그의 친구 중 한 명을 시게의 미용실로 데려온다. 시게는 아버지가 어린 시절을 어둡게 한 알코올 중독에 빠져 있다는 사실에 분노한다.
부부는 기차가 오사카에 정차할 때 작은 아들 케이조를 만나기 위해 계획보다 일찍 집으로 돌아가 자녀가 어떻게 변했는지에 대해 언급한다. 그러나 토미는 여행 중에 갑자기 병에 걸리고 다음날 기분이 나아질 때까지 기차에서 내리기로 결정한다. 그들은 오노미치로 돌아가고 토미는 중병에 걸린다. 코이치, 시게, 노리코는 얼마 지나지 않아 죽는 토미를 만나기 위해 오노 미치로 달려간다. 케이조는 출장을 떠나 너무 늦게 도착한다.
장례식 후 코이치, 시게, 케이조는 즉시 떠난다. 노리코만 남는다. 그들이 떠난 후 쿄코는 부모에 대한 이기심에 대해 형제 자매를 비판한다. 그녀는 코이치, 시게, 케이조가 어머니를 잃은 아버지가 얼마나 힘든지 신경 쓰지 않는다고 믿는다. 그녀는 또한 기념품으로 토미의 옷을 너무 빨리 요청한 시게에게 화가났다. 노리코는 쿄코의 실망을 이해하지만 모든 사람은 자신의 삶이 있으며 부모와 자녀 사이의 틈이 커지는 것은 불가피하다고 대답한다. 그녀는 언젠가는 자신의 삶에서 시간을 뺏는 것이 얼마나 힘든 일인지 이해할 것이기 때문에 쿄코에게 형제 자매에게 너무 가혹하지 말라고 설득한다.
쿄코가 학교를 떠난 후 노리코는 시아버지에게 그날 오후 도쿄로 돌아가야한다고 알린다. 슈키치는 혈연이 아님에도 불구하고 자녀보다 더 잘 대해 주었다고 말한다. 노리코는 자신이 이기적이며 실종된 남편에 대해 항상 생각한 것은 아니라고 항의하고 슈키치는 자신의 자기 평가를 겸손에 돌린다. 그는 그녀에게 고 토미의 시계를 기념품으로 준다. 노리코는 울면서 외로움을 고백한다. 슈키치는 그녀가 행복하기를 바라며 가능한 한 빨리 재혼하도록 격려한다. 노리코는 시계를 생각하며 오노미치에서 도쿄로 돌아가고, 슈키치는 남겨진 채 견뎌야 하는 고독에 체념한다.

## 출연

### 주연
- 류 치슈
- 히가시야마 치에코

### 조연
- 하라 세츠코
- 스기무라 하루코
- 나카무라 노부오
- 야마무라 소
- 오사카 시로
- 토아케 히사오
- 나가오카 테루코
- 사쿠라 무츠코
- 타카하시 토요
- 아베 토루
- 미타니 사치코
- 무라세 젠
- 모리 미츠히로
- 아난 준코
- 미즈키 료코
- 토가와 요시코
- 이토카와 카즈히로
- 모로즈미 케이지로
- 치치부 하루코
- 미야케 쿠니코
- 카가와 쿄코
- 토우노 에이지로

## 기타
- 미술: 하마다 타츠오
- 미술: 타카하시 이츠오
- 의상: 사이토 타이조